# Чувашско-Черепановское сельское поселение
Чувашско-Черепановское сельское поселение  — упразднённая административная единица Тетюшского района Республики Татарстан, центр — деревня Чувашское Черепаново. Также в состав поселения входила деревня Татарское Черепаново. Законом Госсовета
Республики Татарстан от 22 апреля 2010 года объединено с Бакрчинским сельским поселением с названием Бакрчинское.